# Pekinško sveučilište kineske medicine
Pekinško sveučilište kineske medicine (na kineskom: 北京中医药大学) je sveučilište u Pekingu, Kina. Oformljeno 1956. ovo sveučilište je jedno od najstarijih i najcjenjenijih visokoobrazovnih institucija tradicionalne kineske medicine kako u Kini tako i u svijetu. Svrstava se u tzv. Projekt 211 kojim kineska vlada direktno podstiče razvoj najznačajnijih sveučilišta iz svake oblasti.
31. srpnja 2000. ujedinjenjem nekadašnjeg Pekinškog sveučilišta kineske medicine i dotadašnjeg Pekinškog koledža kineske ortopedije, traumatologije i akupunkture nastalo je današnje Pekinško sveučilište kineske medicine i odmah se svrstalo među prioritetna sveučilišta pod direktnim nadzorom Kineskog ministarstva za obrazovanje. U Kini koriste naziv jedno od sveučilišta s disciplinama dvostruke prve klase.
Svi ti nazivi su dio plana kineske vlade da sistematski sprovede razvoj visokoobrazovnih institucija i da, u oblasti zdravstva, izađe u susret sve većoj potražnji za strušnjacima kineske medicine. Posljednjih godina, Sveučilište se ustanovilo kao neprikosnoveni lider u oblasti obrazovanja, znanstvenog istraživanja i tretmana kineskom medicinom.

## Vanjske poveznice
- Web stranica